# 転落防止幌

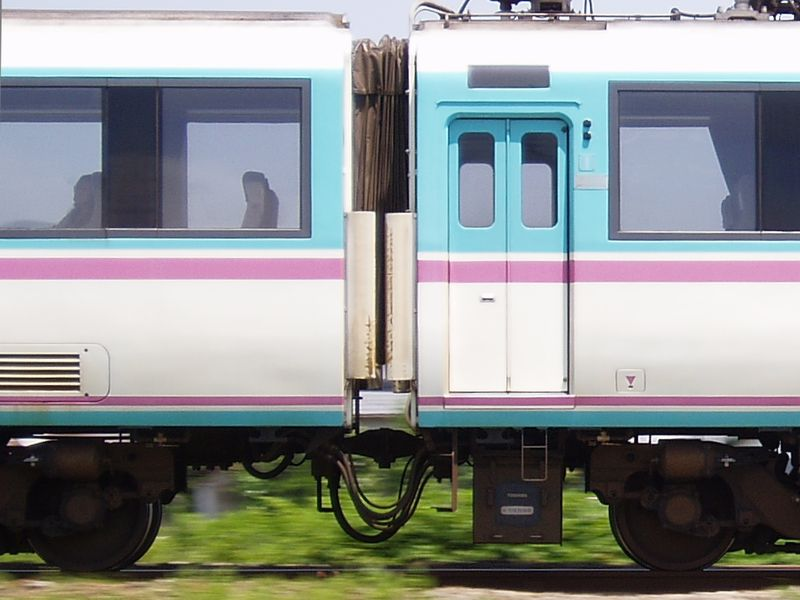
車両と車両の間、車体の角部分に取り付けられているのが転落防止幌である。
（画像は小田急20000形電車）

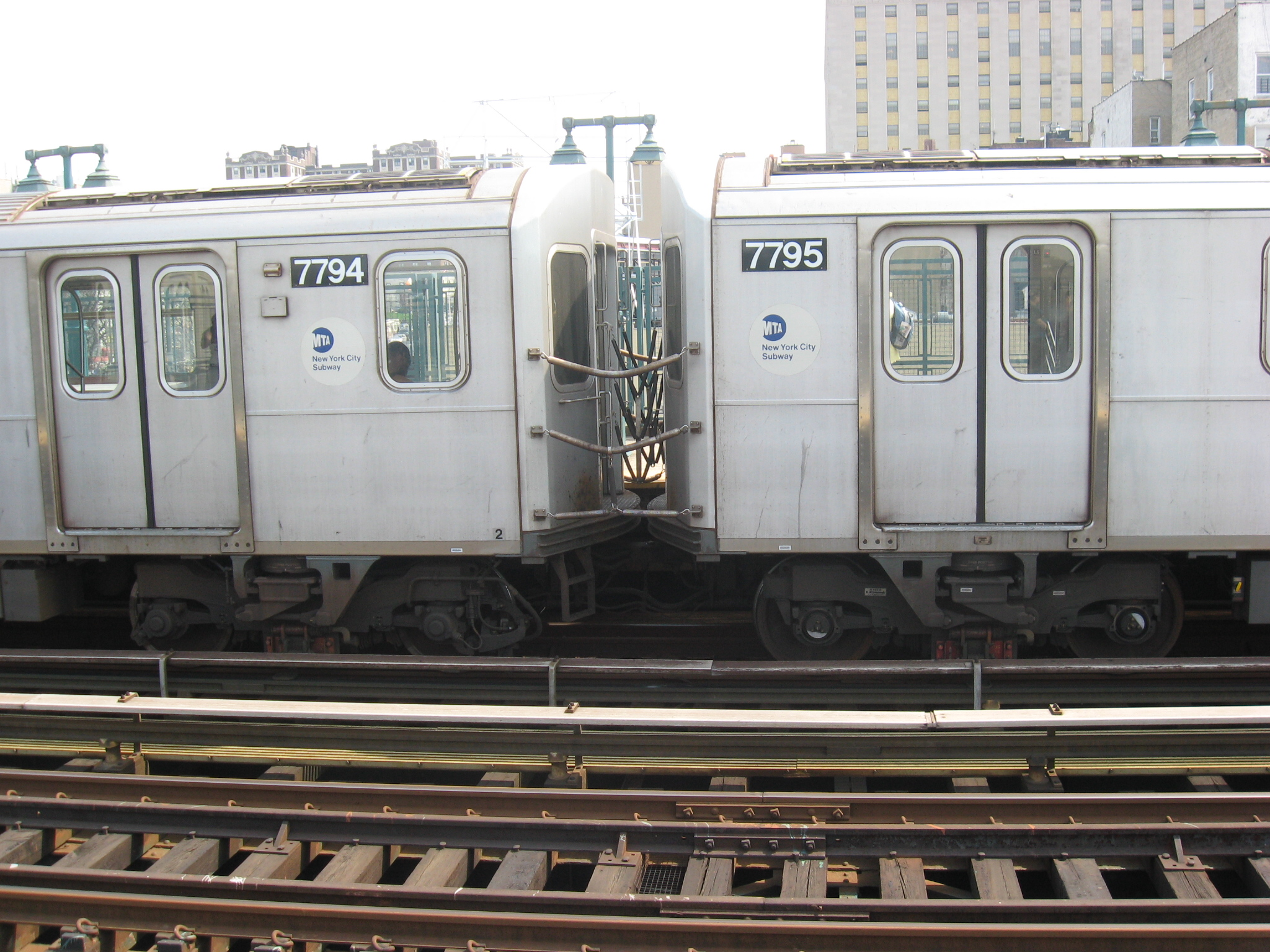
日本国外の鉄道でも同様の設備が備えられている事例がある。
（画像はニューヨーク地下鉄R142A形）

転落防止幌（てんらくぼうしほろ）とは、鉄道車両の連結部分の車体外側面に合わせて付けられている、プラットホーム上の旅客が線路上に転落するのを防止するための部品である。

## 概要
倒れこむ旅客が車両同士の隙間に落ちてしまうのを防ぐことを目的に、連結面に装着して用いられる。鉄道事業者によっては様々なデザイン・構造のものが存在するが、車体塗装に合わせている事もある。また、急カーブのある路線（例:西武鉄道、京王電鉄、近畿日本鉄道、南海電気鉄道など）では、前後の車両の両方に一体型のものを取り付けると急カーブで干渉する可能性があるため、上下2個に分割した物を前後の車両間で上下互い違いに噛み合わさるように取り付けている例もある。
車両の新造時から取り付けられている場合と、改造や更新工事によって後から取り付けられる場合があり、いずれも取り付ける車両が増えている。一方、運行区間全駅にホームドアが設置されているなど、旅客転落のおそれがない場合は新造車両でも省略されていることが多い。
京浜急行電鉄や京成電鉄、新京成電鉄、北総鉄道の一部の電車では、一見して一般型の形態となってはいるものの、検修の際に折り畳めることの可能な構造となっている転落防止幌も採用されている。ただし、京浜急行電鉄では後に折り畳み式の転落防止幌の採用を取りやめ、一般型のものの採用に変更しているため、現在では一般型タイプの折り畳み式を採用しているのは京成電鉄、新京成電鉄、北総鉄道のみとなっている。
西日本旅客鉄道（JR西日本）では、2010年12月に舞子駅で発生した乗客転落死亡事故をきっかけに、一部の車両（併結運用のない321系や323系、221系の6・8両編成、JR四国に乗り入れる223系5000番台など）を除き先頭車間転落防止幌の装着が進められている。京阪神地区に新製投入された225系2次車（併結運用のない5100番台6両編成を除く）や、北陸地区に新製投入された521系3次車、広島地区に新製投入された227系など、増解結を頻繁に行う形式では新製時から装着されている。これ以外には山陽電気鉄道6000系電車の例があり、一部先頭車に、転落防止幌取り付け金具を備え、2編成連結時には幌を設置する。また東日本旅客鉄道（JR東日本）の一般型気動車キハ100系・キハ110系の一部先頭車にも転落防止幌が取り付けられている。

## 呼び方
一般的には、「外ホロ」「外幌」という名称だが、近鉄では「ガードスクリーン」、Osaka Metroでは大阪市交通局（2018年消滅）時代より「連結面間転落防止装置」と称している。

## 種類

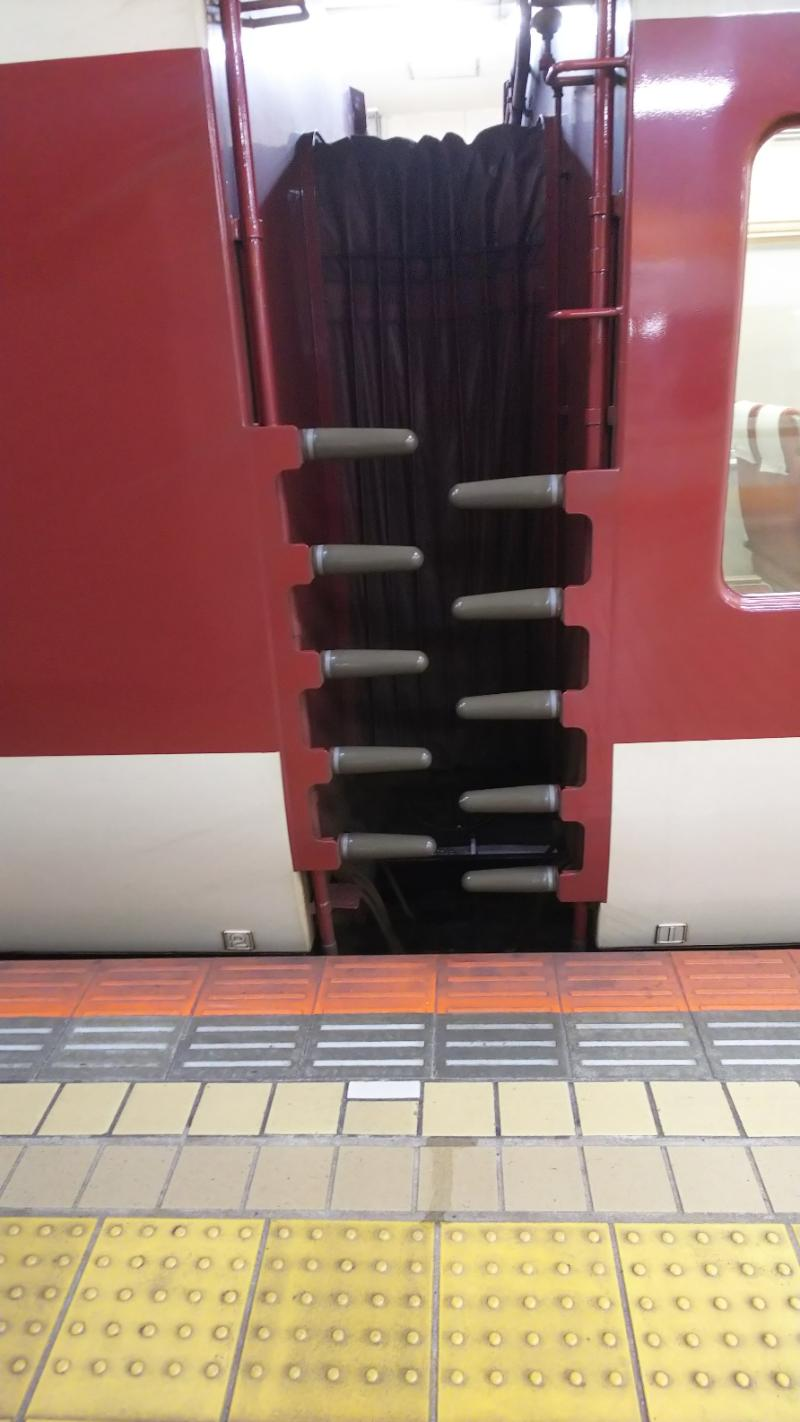
近鉄5200系電車・ク5110とモ5260に設置のガードスクリーン

フルハイトタイプ車両の連結面高さいっぱいまでのタイプ。新幹線車両の全ての車両、近鉄特急の一部車両、小田急ロマンスカーの連接車各形式、阪急6300系電車に採用されている。
ハーフハイトタイプ一般的なタイプ。ほとんどがこのタイプ。材質は、一般的なゴム製と布製の2種類がある。
折り畳みタイプ折り畳める構造のもの。主にOsaka Metro（布製）、阪急電鉄（ビニル製）、京浜急行電鉄、京成電鉄（ゴム製で一般型タイプと同様の形態）などが採用されている。
段違いタイプ上下で2個に分割したもの。前後の車両で互い違いに噛み合わさる構造。主に京王電鉄、南海電気鉄道、近鉄特急の一部および一般車、赤胴車時代の阪神武庫川線の車両などで採用されている。このタイプは非常用・整備用に屋根に上がるための梯子を兼ねている。
棒状タイプ
前後の車両で櫛形に噛み合わさる構造で、近鉄の一般車の一部および「青の交響曲」の16200系電車に採用されている。

## 歴史

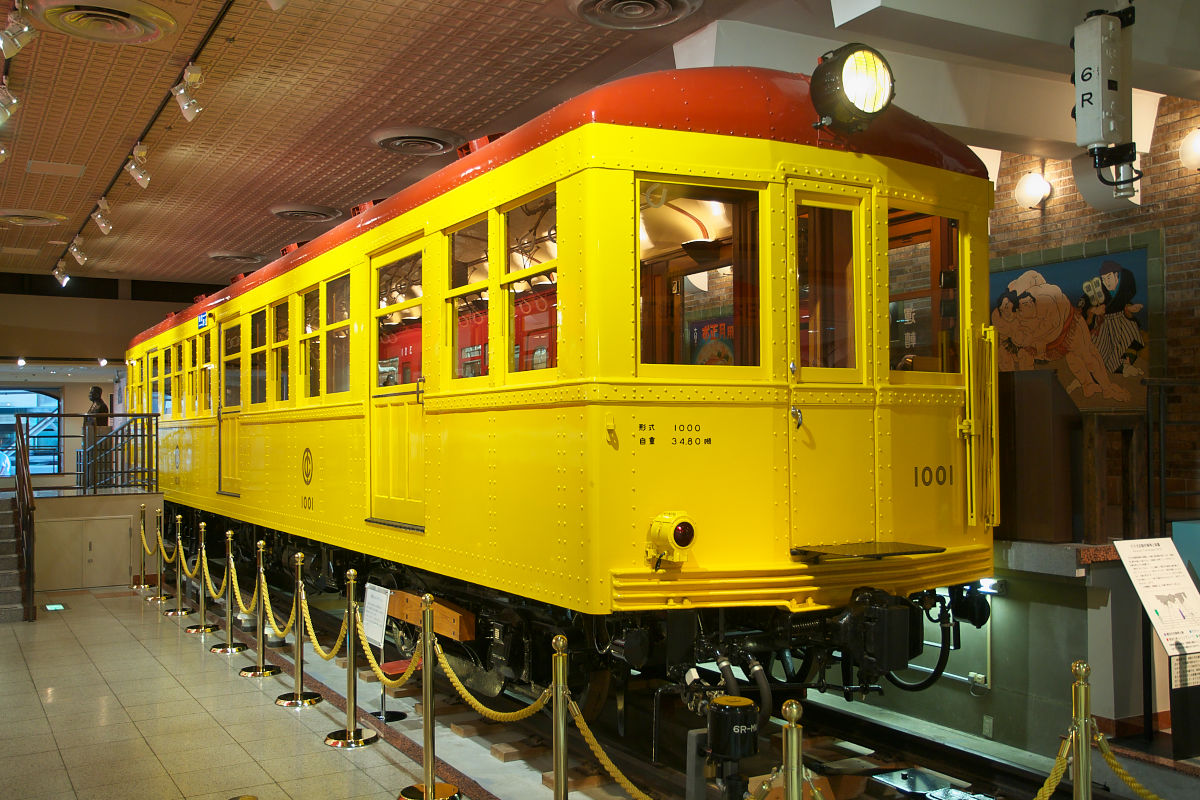
古典的事例。正面向かって右側に畳まれているもの。
（東京地下鉄道1000形電車の保存車）

歴史は古く、1927年に開通した東京地下鉄道（現在の東京メトロ）の1000形や1933年に開通した大阪市営地下鉄（現在のOsaka Metro）の100形が「安全畳垣」という名で現在の転落防止幌と同じ役割をする転落防止装置を装備していた。